# Zum Reichsapfel

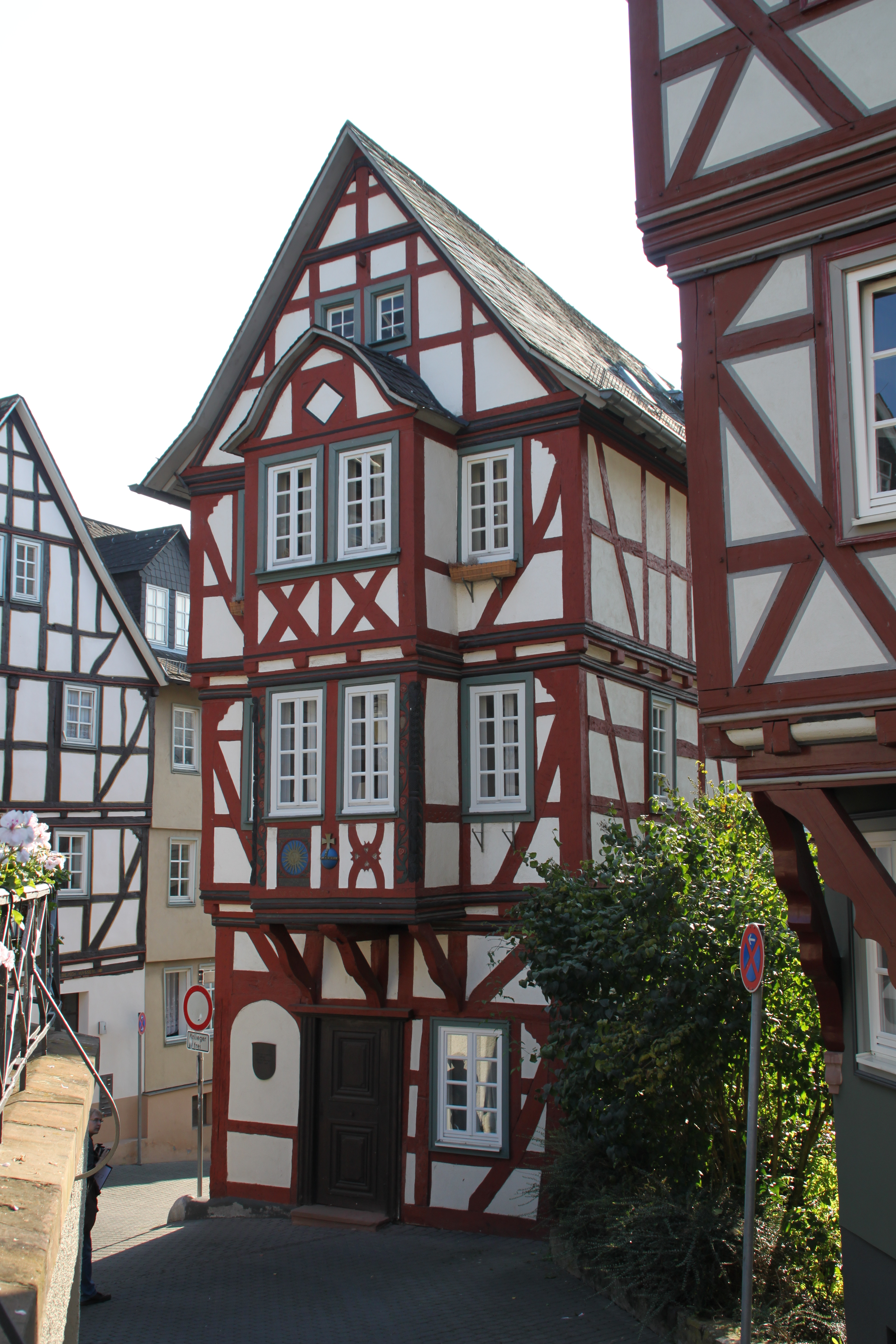
Ansicht des Fachwerkhauses

Das Haus Zum Reichsapfel bzw. Zur Sonne ist ein Fachwerkhaus in der Wetzlarer Altstadt. Das Gebäude befindet sich an städtebaulich dominanter Stelle am südwestlichen Abschluss des Kornmarkts. Aus künstlerischen und städtebaulichen Gründen ist es ein geschütztes Baudenkmal, zudem ist es Bestandteil der Gesamtanlage Historische Altstadt.
Das dreigeschossige Fachwerkhaus wurde 1607 erbaut und 1981 restauriert. Es diente im 19. Jahrhundert als Brauerei und Gastwirtschaft, heute ist es ein Wohnhaus.

## Beschreibung

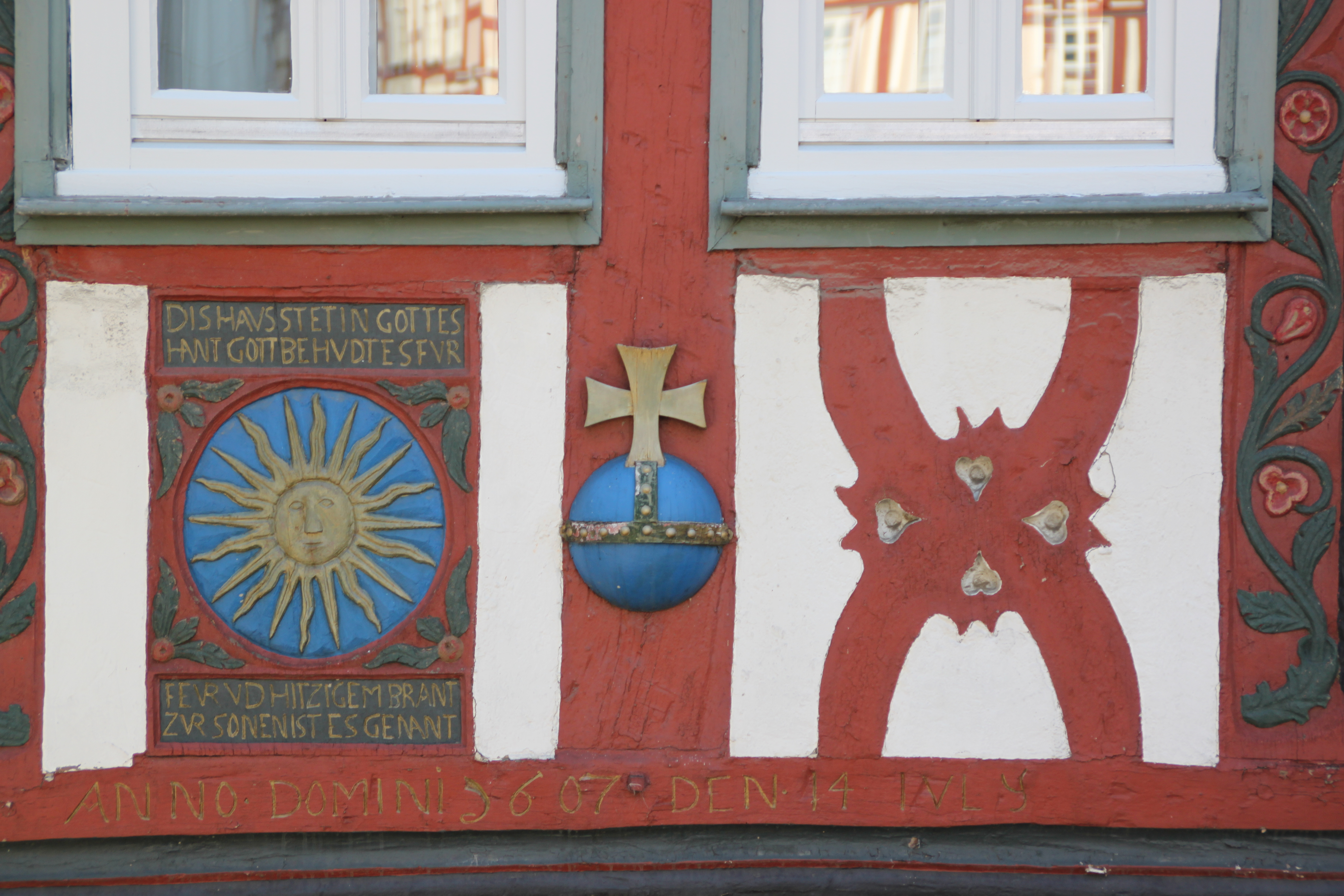
Detailansicht Fenstererker

Das Fachwerk des Hauses ist in vielfältiger Weise verziert, auffallend ist besonders der Fenstererker zum Kornmarkt hin: Die Eckständer sind als Säulen mit Blattwerk, gerauteten und geschuppten Nodi sowie profilierten Rautenfriesen zwischen Volutenschnecken ausgebildet, die zudem von Weinranken umgeben sind. Den mittleren Ständer ziert der namensgebende plastische Reichsapfel. Im linken Brüstungsfeld findet sich eine stilisierte Sonnenscheibe, weshalb das Haus auch „Zur Sonne“ genannt wurde.